# Une histoire de vieux soldat
Une histoire de vieux soldat (titre original : An Old Soldier's Story) est une nouvelle américaine de l'écrivain Jack London publiée aux États-Unis en 1899. En France, elle a paru pour la première fois en 1977.

## Historique
La nouvelle, sous-titrée A Real Incident Which Occured In The Life Of The Writer's Father (Une histoire vraie, qui arriva dans la vie du père de l'auteur), transpose un des souvenirs de vétéran de la guerre de Sécession que le beau-père de l'écrivain, John London, lui a raconté. Elle est publiée dans le magazine American Agriculturist en mai 1899, et n'a pas été reprise dans un recueil.

## Résumé
Simon, un soldat de l'Union en permission, revient chez lui dans l'Illinois pour voir sa famille et trouver de nouvelles recrues. Prêt à retourner vers son régiment avec trente hommes enrôlés, il apprend qu'il a dépassé la date limite de sa permission, et tombe sur un chasseur de primes payé 25 $ pour chaque déserteur capturé...

## Éditions

### Éditions en anglais
- An Old Soldier's Story, dans le magazine American Agriculturist, 20 mai 1899.

### Traductions en français
- Une histoire de vieux soldat, traduction de Jacques Parsons, in Les Yeux de l’Asie, recueil, U.G.E., 1977.